# Idrossido di cobalto(II)
L'idrossido di cobalto(II) è il composto inorganico con formula Co(OH)2, dove il cobalto è nello stato di ossidazione +2. In condizioni normali questo idrossido è di colore rosa, ma si conosce anche una forma blu instabile. La variazione di colore è presumibilmente dovuta a una variazione dell'intorno di coordinazione dello ione cobalto(II).

## Sintesi
Co(OH)2 precipita aggiungendo un idrossido alcalino ad una soluzione acquosa contenente un sale di Co(II). Ad esempio si può usare il nitrato di cobalto:
{\displaystyle {\ce {Co(NO3)2*6 H2O + 2 KOH -> Co(OH)2 + 2 KNO3 + 6 H2O}}}
Inizialmente si forma un precipitato blu che diventa rapidamente rosa.

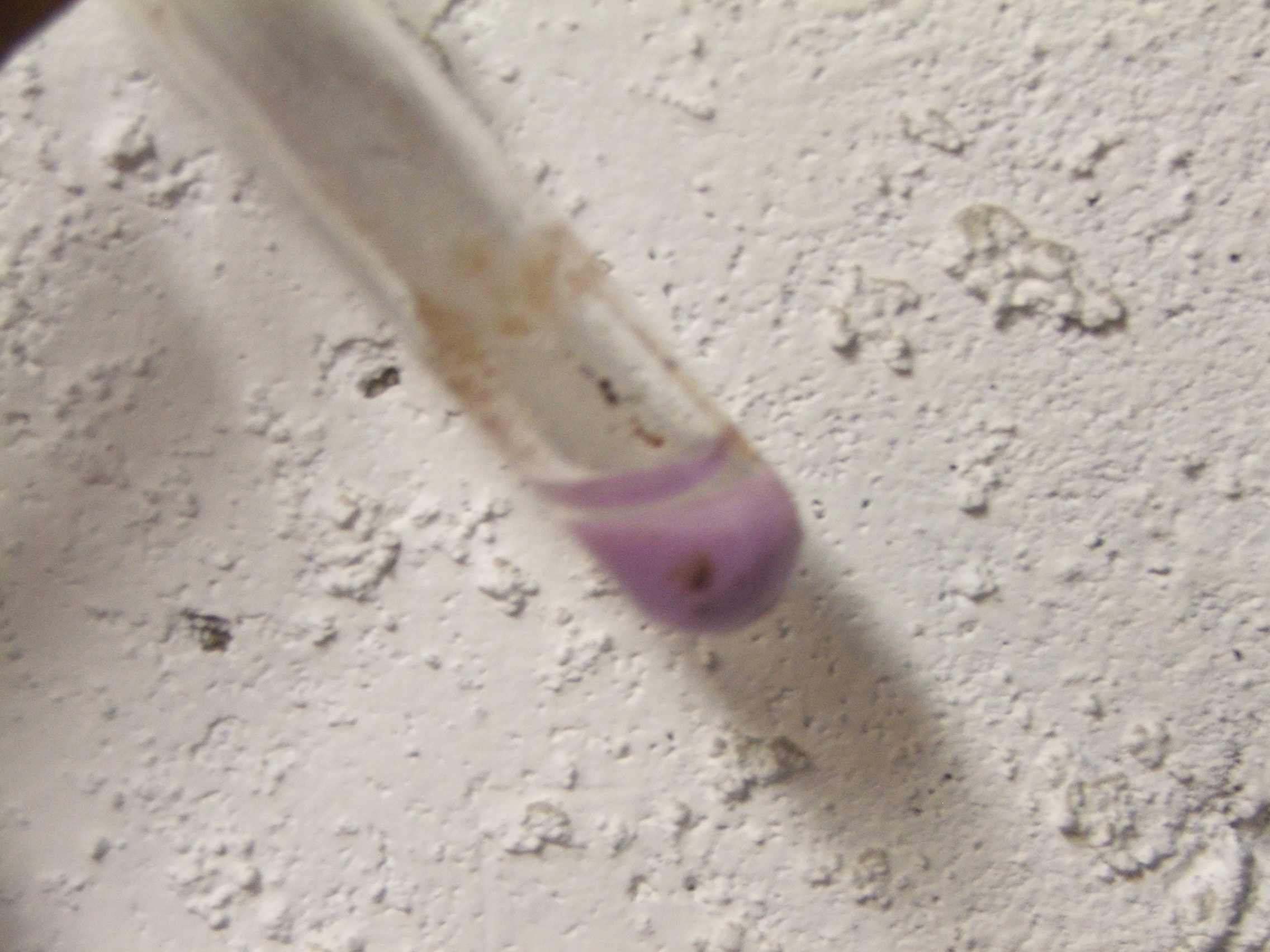
Idrossido di cobalto(II) rosa

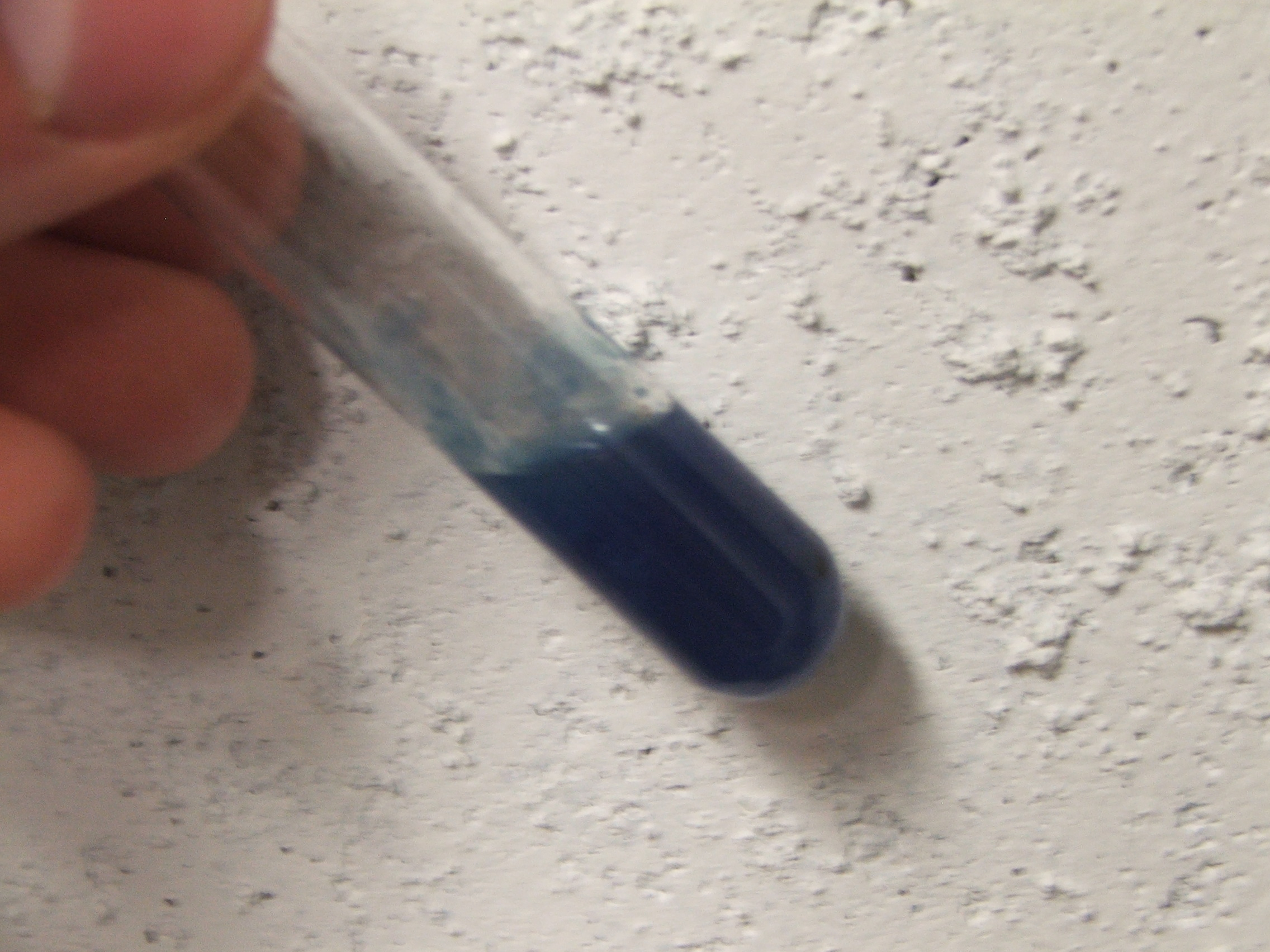
Idrossido di cobalto(II) blu

## Struttura
L'idrossido di cobalto(II) cristallizza con la struttura esagonale tipo CdI2, analogamente ad altri idrossidi di formula M(OH)2 come quelli di Mg, Ca, Mn, Fe, Ni e Cd. I cationi cobalto sono coordinati ottaedricamente.

## Proprietà
L'idrossido di cobalto(II) è facilmente ossidabile e va conservato in atmosfera inerte. Scaldato sotto vuoto si decompone a CoO + H2O. A contatto con l'aria si ossida lentamente a Co2O3 idrato, di colore bruno. La decomposizione termica all'aria sopra 300 ºC produce Co3O4.
Co(OH)2 è praticamente insolubile in acqua. In soluzione acida si scioglie formando la specie [Co(H2O)6]2+. L'idrossido di cobalto(II) è un idrossido anfotero e si scioglie in soluzioni alcaline concentrate formando gli ioni cobaltato [Co(OH)4]2– e [Co(OH)6]4– di colore blu scuro.

## Applicazioni
L'idrossido di cobalto(II) è comunemente usato come materiale di partenza per sintetizzare altri composti di cobalto. Viene impiegato industrialmente come catalizzatore e in vernici e inchiostri per tipografia.

## Tossicità / Indicazioni di sicurezza
Il composto è disponibile in commercio. Risulta nocivo se ingerito o inalato e provoca gravi irritazioni agli occhi. È un sospetto cancerogeno, ed è molto tossico per gli organismi acquatici con effetti di lunga durata.